# Kelly Rowland
Kelendria Trene "Kelly" Rowland  (sinh ngày 11 tháng 2 năm 1981) là một ca sĩ, nhạc sĩ, vũ công và diễn viên người Mỹ. Cô bắt đầu sự nghiệp ca hát của mình khi vào nhóm nhạc thành công mọi thời đại Destiny's Child.

Năm 2002, Kelly tách ra nhóm để thực hiện album đầu tay của mình mang tên "Simply Deep". Trong vòng vài tuần, album đã bán hết hơn hai triệu bản trên toàn thế giới. Đĩa đơn đầu tiên trong được ra mắt mang tên "Dilemma", bài hát nhanh chóng đứng thứ nhất bảng xếp hạng Billboard Hot 100 tại Mỹ. Năm 2007, album thứ hai của Kelly mang tên "Ms.Kelly", album đứng thứ sáu trong bảng xếp hạng Billboard 200
tại Mỹ. Ngoài sự nghiệp ca hát, Kelly cũng theo sự nghiệp điện ảnh với vai chính trong bộ phim "The Seat Filler" vào năm 2004.

## Sự nghiệp âm nhạc

### 2002: Simply Deep
Năm 2002, Kelly tách ra nhóm để thực hiện album đầu tay của mình mang tên "Simply Deep". Album đứng thứ 12 trong bảng xếp hạng Billboard 100 và đứng thứ ba trong bảng xếp hạng Top R&B/Hip-Hop Albums của Billboard tại Mỹ. Ngoài ra, album này được phong tặng là đĩa Vàng và có mặt tại các bảng xếp hạng trên toàn thế giới.

### 2007: Ms. Kelly
Kelly phát hành album thứ hai của mình mang tên "Ms.Kelly" vào năm 2007. Album đứng thứ sáu trong bảng xếp hạng Billboard 200. Ngoài ra, album này cũng có sự hợp tác của các ca sĩ nổi tiếng như Eve, Snoop Dogg, Tank và ca sĩ Solange Knowles, em gái của Beyoncé.

## Đĩa nhạc
- 2002: Simply Deep
- 2007: Ms. Kelly
- 2008: Ms. Kelly: Diva Deluxe Edition và Ms. Kelly: Deluxe Edition

### Đĩa đơn
- 2002: "Dilemma" (với Nelly)
- 2002: "Stole "
- 2003: "Can't Nobody"
- 2003: "Train on a Track"
- 2007: "Like This " (với Eve)
- 2007: "Ghetto " (với Snoop Dogg)
- 2008: "Work "
- 2008: "Daylight " (với Travis McCoy của nhóm Gym Class Heroes)

### DVDs
- 2007: BET Presents Kelly Rowland

## Dang sách phim
| Năm  | Tựa đề                       | Vai diễn       | Ghi chú    |
| ---- | ---------------------------- | -------------- | ---------- |
| 1999 | Beverly Hood                 | Girl #2        |            |
| 2002 | The Hughleys                 | Carly          | 3 tập      |
| 2003 | Freddy vs. Jason             | Kia Waterson   | Vai phụ    |
| 2003 | American Dreams              | Martha Reeves  | 2 tập      |
| 2003 | Eve                          | Cleo           | 1 tập      |
| 2004 | The Seat Filler              | Jhnelle        | Vai chính  |
| 2006 | Girlfriends                  | Tammy Hamilton | 3 tập      |
| 2008 | Asterix at the Olympic Games |                | Lồng tiếng |